# 分国論
分国論（ぶんこくろん）は、朝鮮民主主義人民共和国（北朝鮮）の歴史学者金錫亨が1960年代に発表した「三韓三国の日本列島内の分国について」という論文で提起した学説の通称。強烈な民族意識に支えられた朝鮮民族中心の歴史観。

## 概要
1960年代頃から朝鮮半島では民族主義が広がり、それまで主に日本国内で無批判に受け入れられていた「任那日本府」を否認するために主張されたもので、三韓三国の分国が日本列島内に存在し、『日本書紀』に登場する三韓三国は朝鮮半島内の本国を指すのではなく、日本列島内のそれぞれ分国を指すものとし、大和朝廷の影響が朝鮮半島に及んだことを否認している。
戦前の皇国史観を逆転させたもので、日本古代文化のルーツはすべて朝鮮にあり、さらに古代の日本が三韓（馬韓・弁韓・辰韓）三国（高句麗・百済・新羅）の植民地であったかのような古代史像をえがいた。
「分国論」に対する批判としては、『日本書紀』に登場する「任那日本府」を否認するために、『日本書紀』を批判しておきながら、『日本書紀』に登場する出雲神話、天孫降臨、神武東征などは歴史的事実と認め、そこから日本列島内の「分国」の存在を導き出しているのは自己矛盾以外の何物でもない、「分国論」が正しいなら、中国史料をはじめ、日本史料（『日本書紀』『古事記』）、朝鮮史料（『三国史記』『三国遺事』）などに何かしらの記事があるはずであるが、全くないことなどが挙げられる。
日本の学者で「分国論」をそのまま支持する者はほとんどいなかったものの、任那日本府の見直しが始まるなど、学界に定説批判の観点において一定の影響を与えた。現在もこれに連なる研究は続けられているが、根拠となる資料等は存在せず、日韓の学会からは十分に説得力のある学説とは見なされていない。